# ناحیه شراب شامپاین

مناطق کشت انگور در منطقه شامپاین

ناحیه شراب شامپاین یک منطقه تولید شراب در استان تاریخی شامپانی در شمال شرقی فرانسه است. این منطقه بیشتر به دلیل تولید شامپاین، شراب سفید گازدار که نام منطقه را یدک می‌کشد، شناخته شده‌است.
مرزهای کشت انگور شامپاین به‌طور قانونی تعریف شده و به پنج ناحیه تولیدکننده شراب در استان شامل اوبه، کوت د بلان، کوت دو سزان، مونتان د ریمز و والی د لا مارن تقسیم شده‌است. شهر رنس و شهر اپرنه مراکز تجاری این منطقه هستند. شهر ریمز به خاطر کلیسای جامعش، محل تاجگذاری پادشاهان فرانسوی و یکی از میراث جهانی یونسکو است.